# Campeonato Europeu de Hóquei em Patins Masculino de 2012
O Campeonato Europeu de Hóquei em Patins de 2012 foi a 50ª edição do Campeonato Europeu de Hóquei em Patins, que se realiza a cada dois anos. Foi realizado pela 12ª vez em Portugal, no município de Paredes, entre os dias 9 e 15 de setembro de 2012. Todos os jogos foram disputados no Pavilhão Municipal Rota dos Móveis, na localidade de Lordelo.
Dado o facto de apenas se terem inscrito 7 Selecções Nacionais, o Campeonato Europeu pela 1ª vez foi disputado numa poule única num formato de todos contra todos, sagrando-se campeã, a Selecção com mais pontos.

## Classificação final
| Pos | País       | P  | J | V | E | D | GM | GS | DG  |
| --- | ---------- | -- | - | - | - | - | -- | -- | --- |
| 1   | Espanha    | 18 | 6 | 6 | 0 | 0 | 45 | 6  | +39 |
| 2   | Portugal   | 15 | 6 | 5 | 0 | 1 | 49 | 11 | +38 |
| 3   | Itália     | 12 | 6 | 4 | 0 | 2 | 25 | 12 | +13 |
| 4   | França     | 9  | 6 | 3 | 0 | 3 | 22 | 23 | -1  |
| 5   | Suíça      | 6  | 6 | 2 | 0 | 4 | 19 | 16 | +3  |
| 6   | Alemanha   | 3  | 6 | 1 | 0 | 5 | 12 | 29 | −17 |
| 7   | Inglaterra | 0  | 6 | 0 | 0 | 6 | 4  | 79 | −75 |

## Jogos

### 1ª jornada: 9 de Setembro de 2012
| 9 de Setembro de 2012 | Inglaterra | 0-9 | Itália                                                                                                |                                                |
| 17h15                 |            |     | Diego Nicoletti (3) Federico Ambrosio (2) Sergio Festa Domenico Illuzzi Davide Motaran Miguel Nicolas | Público: 2 000 Árbitro: Rego Lamela Mark Lewis |

| 9 de Setembro de 2012 | Portugal                                     | 3-1 | Suíça            |                                                  |
| 22h30                 | Reinaldo Ventura Gonçalo Suissas Jorge Silva |     | Valerian Daniken | Público: 2 000 Árbitro: Josep Ribó Lars Niestroy |

### 2ª jornada: 10 de Setembro de 2012
| 10 de Setembro de 2012 | Alemanha                                                       | 6-1 | Inglaterra    |                                                  |
| 19h00                  | Benjamin Nusch (2) Kai Milewski (2) Maximilian Hack Liam Hages |     | William Smith | Público: 2 000 Árbitro: Josep Ribó Pascal Hanras |

| 10 de Setembro de 2012 | Espanha       | 2-0 | Itália |                                                |
| 20h45                  | Pedro Gil (2) |     |        | Público: 2 000 Árbitro: Rego Lamela Mark Lewis |

| 10 de Setembro de 2012 | Portugal                                                                                     | 7-3 | França                          |                                                           |
| 22h30                  | Ricardo Barreiros (2) Reinaldo Ventura Valter Neves Diogo Rafael João Rodrigues Hélder Nunes |     | Anthony Weber Cirilo Garcia (2) | Público: 2 000 Árbitro: Lars Niestroy Alessandro Da Prato |

### 3ª jornada: 11 de Setembro de 2012
| 11 de Setembro de 2012 | Suiça                        | 2-3 | França                                        |                                                           |
| 19h00                  | Andreas Munger Jonas Jimenez |     | Anthony Weber Kévin Guilbert Nicolas Guilbert | Público: 2 000 Árbitro: Lars Niestroy Alessandro Da Prato |

| 11 de Setembro de 2012 | Inglaterra  | 1-21 | Espanha |                                                   |
| 20h45                  | Liam Conroy |      | Antonio Perez (8) Pedro Gil (5) Marc Gual (2) Roma Bancells (2) Jordi Ardroher (2) Enric Torner Jordi Bargallo | Público: 2 000 Árbitro: Rego Lamela Pascal Hanras |

| 11 de Setembro de 2012 | Portugal                                       | 3-0 | Itália |                                               |
| 22h30                  | Jorge Silva Ricardo Barreiros Reinaldo Ventura |     |        | Público: 2 000 Árbitro: Josep Ribó Mark Lewis |

### 4ª jornada: 12 de Setembro de 2012
| 12 de Setembro de 2012 | Suiça | 13-0 | Inglaterra |                                                           |
| 19h00                  | Pascal Kissling (4) Valerian Daniken (3) Andreas Munger (2) Jonas Jimenez (2) Simon Von Allmen Marzio Vanina |      |            | Público: 2 000 Árbitro: Alessandro Da Prato Lars Niestroy |

| 12 de Setembro de 2012 | Itália                                                                        | 6-2 | Alemanha                   |                                                  |
| 20h45                  | Davide Motaran (2) Gaston De Oro Angelo De Palma Sergio Festa Diego Nicoletti |     | Maximilian Hack Liam Hages | Público: 2 000 Árbitro: Josep Ribó Pascal Hanras |

| 12 de Setembro de 2012 | Espanha                                     | 4-1 | França        |                                                |
| 22h30                  | Pedro Gil (2) Jordi Bargallo Jordi Ardroher |     | Cirilo Garcia | Público: 2 000 Árbitro: Rego Lamela Mark Lewis |

### 5ª jornada: 13 de Setembro de 2012
| 13 de Setembro de 2012 | Alemanha | 0-2 | Suíça                          |                                                   |
| 19h00                  |          |     | Jonas Jimenez Valerian Daniken | Público: 2 000 Árbitro: Rego Lamela Pascal Hanras |

| 13 de Setembro de 2012 | França                                              | 4-6 | Itália                                                  |                                                  |
| 20h45                  | Corentin Le Polodec (2) Anthony Weber Cirilo Garcia |     | Miguel Nicolas (3) Federico Ambrosio (2) Davide Motaran | Público: 2 000 Árbitro: Lars Niestroy Josep Ribó |

| 13 de Setembro de 2012 | Inglaterra   | 1-23 | Portugal |                                                        |
| 22h30                  | Owen Stewart |      | João Rodrigues (9) Gonçalo Suissas (6) Jorge Silva (3) Diogo Rafael (2) Valter Neves Ricardo Barreiros Reinaldo Ventura | Público: 2 000 Árbitro: Alessandro Da Prato Mark Lewis |

### 6ª jornada: 14 de Setembro de 2012
| 14 de Setembro de 2012 | França | 7-1 | Inglaterra |                                                           |
| 19h00                  |        |     |            | Público: 2 000 Árbitro: Alessandro Da Prato Lars Niestroy |

| 14 de Setembro de 2012 | Suiça |  | Espanha |                |
| 20h45                  |       |  |         | Público: 2 000 |

| 14 de Setembro de 2012 | Portugal |  | Alemanha |                |
| 22h30                  |          |  |          | Público: 2 000 |

### 7ª jornada: 15 de Setembro de 2012
| 15 de Setembro de 2012 | Alemanha | 3-4 | França |                |
| 19h00                  |          |     |        | Público: 2 000 |

| 15 de Setembro de 2012 | Suiça | 1-4 | Itália |                |
| 20h45                  |       |     |        | Público: 2 000 |

| 15 de Setembro de 2012 | Espanha | 5-4 | Portugal |                |
| 22h30                  |         |     |          | Público: 2 000 |

| Campeões Europeus 2012 |
| ---------------------- |
| Espanha                |
| ESPANHA 16º            |